# 自動車の保管場所の確保等に関する法律
自動車の保管場所の確保等に関する法律（じどうしゃのほかんばしょのかくほとうにかんするほうりつ、昭和37年6月1日法律第145号）は、自動車の保有者等に自動車の保管場所を確保し、道路を自動車の保管場所として使用しないよう義務づけるとともに、自動車の駐車に関する規制を強化することにより、道路使用の適正化、道路における危険の防止および道路交通の円滑化を図ることに関する日本の法律である。通称は車庫法（しゃこほう）である。

## 構成
- 本文（第1条―第18条）
  - 第1条（目的）
  - 第2条（定義）
  - 第3条（保管場所の確保）
  - 第4条・第5条（保管場所の確保を証する書面の提出等）
  - 第6条（保管場所標章）
  - 第7条（保管場所の変更届出等）
  - 第8条（通知）
  - 第9条（自動車の運行供用の制限）
  - 第10条（聴聞の特例）
  - 第11条（保管場所としての道路の使用の禁止等）
  - 第12条（報告又は資料の提出）
  - 第13条（適用除外等）
  - 第14条（方面公安委員会への権限の委任）
  - 第15条（経過措置）
  - 第16条（国家公安委員会規則への委任）
  - 第17条・第18条（罰則）
- 附則